# Rethlager Bach
Der Rethlager Bach (auch Retlager Bach oder Rethlage; Niederdeutsch: Reukenbieke oder Reulenbieke) ist ein 5,4 km langer, linker Zufluss Werre. Die Rethlager Quellen sind der Ursprung des Rethlager Baches.

## Verlauf
Die Rethlager Quellen befinden sich am Osthang des 217 Meter hohen Kleinen Ehbergs in der Dörenschlucht, einem relativ flachen Übergang über den Teutoburger Wald, auf einer Höhe von 160 m ü. NHN zwischen dem Detmolder Stadtteil Pivitsheide V.L. und dem Lagenser Stadtteil Hörste. 
Von seinem Ursprung aus fließt der Bach in Richtung Nordosten hinunter nach Pivitsheide V.L. und nimmt hier seinen ersten Zufluss, den 2,3 km langen Hunebach auf. Einige hundert Meter stromabwärts wurde der Bach zu einem Teich angestaut und trieb die Rethlager Mühle in Pivitsheide V.L an. Um aufgetretene ökologische Probleme, die sowohl den Teich selbst, als auch den Bach betrafen, zu beseitigen, wurde eine Umflut angelegt und der Bach verlegt und um den Teich herumgeleitet. 
Im weiteren Verlauf nimmt der Bach bei Kilometer 2,6 seinen längsten und zweiten Zufluss, den 3,8 km langen Hörster Bach auf und mündet nach 5,4 km und einem Höhenunterschied von etwa 54 m bei Kilometer 48,3 bei Hacheide in die Werre.

## Geschichte
Im 18. Jahrhundert diente der Rethlager Bach auch der Flößerei.

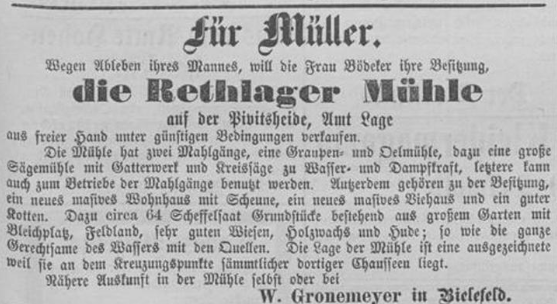
Anzeige zum „Verkauf der Rethlager Mühle“ (1876)